# Căn cứ không quân Ramon
Căn cứ không quân Ramon (tiếng Hebrew: בסיס חיל-האוויר רמון, Basis Hayil-HaAvir Ramon) là một căn cứ không quân của Không quân Israel nằm ở tây nam Beersheba, gần thị xã Mitzpe Ramon. Căn cứ này cũng có tên Kanaf 25 (tiếng Hebrew: כנף 25), tên cũ là Matred. Căn cứ này được xây theo chi phí chung Israel-Hoa Kỳ trong một phần của việc bố trí quân bên ngoài các căn cứ đóng ở Sinai sau khi bán đảo này được trao trả lại cho Ai Cập sau hiệp định trại David năm 1978. Chỉ huy căn cứ này hiện là Col. Ziv Levi.